# Italienisches Dörfchen (Drážďany)
Italienisches Dörfchen (česky Italská vesnička) je hostinec v Drážďanech. Nachází se na Divadelním náměstí (německy Theaterplatz), v blízkosti Hofkirche, Zwingeru či budovy opery Semperoper. Na druhé straně ulice stojí tzv. Basteischlösschen.
Při stavbě nedalekého Hofkirche (mezi léty 1739-1755) bydleli řemeslníci a umělci architekta Gaetana Chiaveriho původem z Itálie v malých domcích na levém břehu Labe. Místní obyvatelé začali těmto obydlím přezdívat Italienisches Dörfchen (česky Italská vesnička). Však při první výstavbě nedalekého dvorního divadla (dnes Semperoper) byly všechny příbytky (s výjimkou několika hostinců) strženy.
Později zde vznikl oblíbený hostinec, který převzal původní název místa Italienisches Dörfchen, v němž bylo ve dnu reformace roku 1861 založeno studentské sdružení Polyhymnia (později nazývané Corps Altsachsen). Před první světovou válkou mezi léty 1911 a 1913 byla budova přestavěna městským architektem Hansem Erlweinem, aby ladila ke kompozici okolních staveb a zapadala do reprezentativního vzhledu. V letech 1956 a 1957 byla zničení budova znovupostavena pod vedením architekta Gerharda Gudera. Po roce 1990 byl hostinec uzavřen a započala jeho rekonstrukce. Dnes je zejména díky své poloze oblíbena mezi návštěvníky města. Po provozní odmlce byl hostinec 1. února 2019 znovu otevřen.

## Historické pohledy

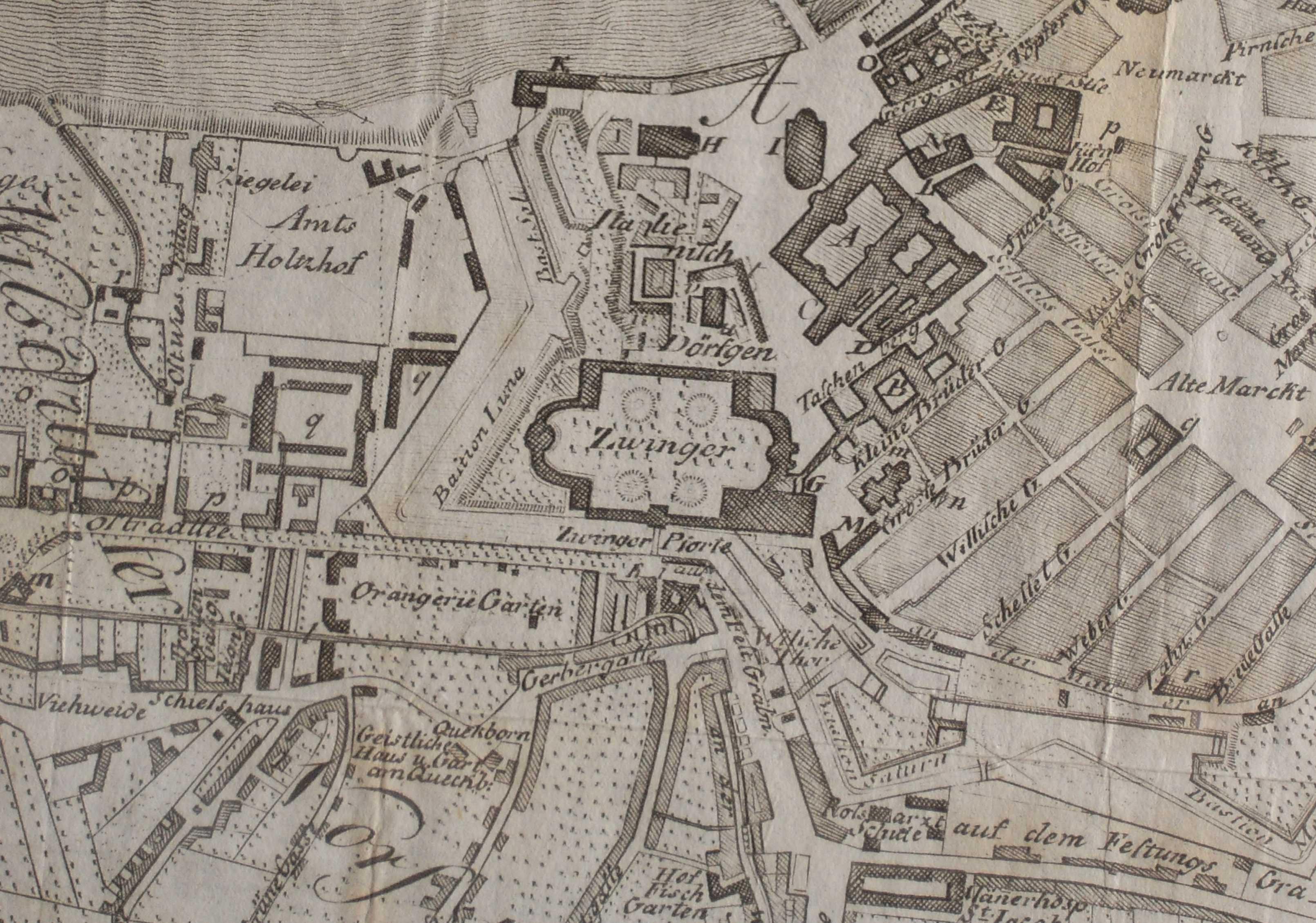
Mapa z roku 1809
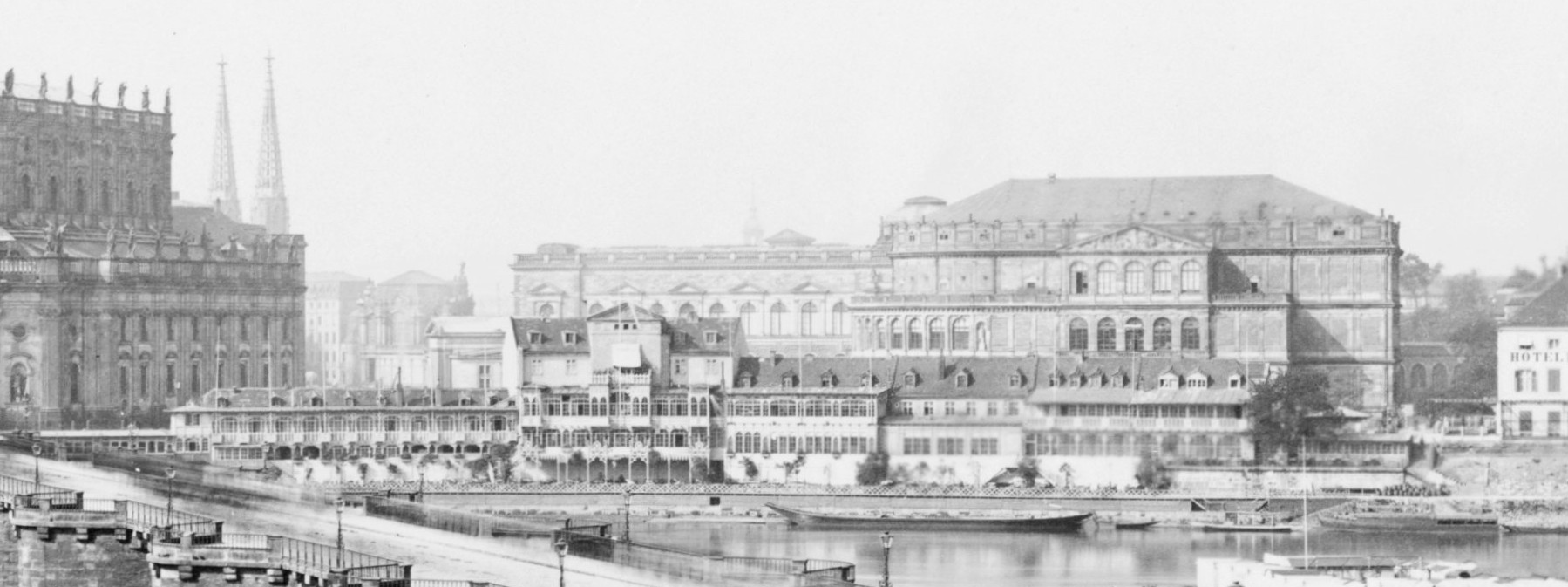
Rok 1865
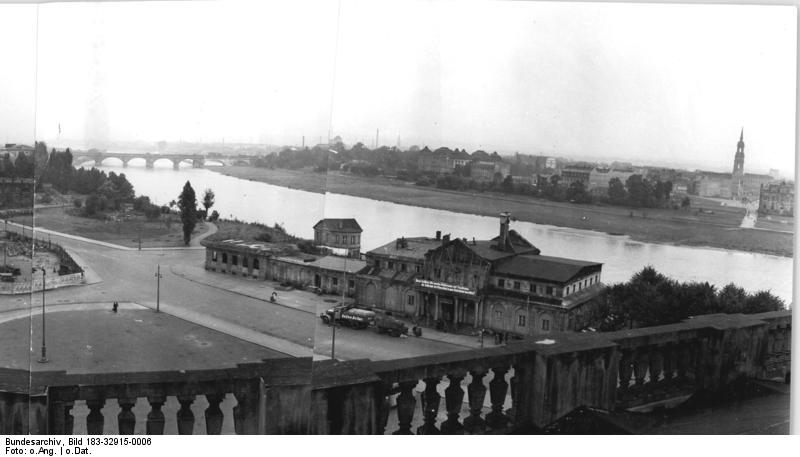
Rok 1955